# Lorca Rock
Le Lorca Rock, ou Lorca Rock Festival, est un ancien festival espagnol de hard rock et de heavy metal,, et l'un des plus importants du genre, organisé entre 1996 et 2009.

## Histoire
Le Lorca Rock est fondé en 1996, et organisé pour la première fois à Lorca, dans la région de Murcie. Il faisait au départ intervenir des groupes espagnols, mais s’est très vite ouvert à des groupes de renommée internationale : européens d’abord comme Children of Bodom en 2001, puis américains comme Manowar et Slayer en 2002.
Le festival fait officiellement ses adieux en 2009. Selon Marcos Rubio, directeur de l'époque, les raisons de la disparition du festival sont le peu de collaboration reçue par ses organisateurs de la part de la mairie de Lorca, au point qu'ils réclameront « par voie judiciaire » les 87 000 euros qui leur sont dus au titre de l'année 2007, en plus des 80 000 euros correspondant à l'accord de 2009, qui ne leur ont pas non plus été versés.

## Programmation

### 1998
Le 28 mars 1998 : Barón Rojo, Mägo de Oz, Transfer, Alambrada, El Tabardillo, Hebrea, Enchantement, Malvaloca.

### 1999
Le 10 juillet 1999 : Los Suaves, Porretas, koma, Enchantement.

### 2000
Le 16 septembre 2000 : Rosendo, avalanch, Tako, Transfer, Sufriendo y Gozando, World Music Project. 

### 2001
Le 22 septembre 2001 : The Bon Scott Band, Platero y Tu, Barricada Children of Bodom, Sufriendo y Gozando, et Hebrea.

### 2002
Le 13 juillet 2002 : Manowar, Slayer, Gamma Ray, Mägo de Oz, Doro, The Bon Scott Band, Sufriendo e Gozando, Hebrea, Hora Zulu.

### 2003
Du 15 au 17 août 2003 : Scorpions, Steve Vai, Y & T, Uriah Hepp, Los Suaves, Sober, Clawfinger, The Gathering, Hamlet, Saratoga, La Polla, Reincidentes, Avalanch, Porretas, Narco, O'funk illo, Boikot, Tierra Santa, Saurom Lamderth, La Fuga, Aspid, Transfer, Karbon 14.

### 2004
Le 14 août 2004 : Europe, TNT, Magnum, Axel Rudi Pell, After Forever, Crematory, Dreamevil, Kissexy.

### 2005
Le 18 juin 2005 : Iron Maiden, Dream Theater, Stryper, Lacuna Coil, Angra, DragonForce, Legen Beltza.

### 2006
Le 17 juin 2006 : Whitesnake, Twisted Sister, Queensrÿche, Ill Niño, House of Lords, Exodus, Hanoi Rocks, Gotthard, Anvil, Devil Driver, Suffocation, Onslaught, Tigertailz, Masacre, Amon Amarth, Chris Caffery, Nightrage, Firewind.

### 2007
Le 7 juillet 2007 : Marilyn Manson, Turbonegro, The Sisters of Mercy, Ill Niño, Dark Tranquillity, Suicidal Tendencies, The Stranglers, Amorphis, Turbulencia.

### 2008
Les 25 et 26 juillet 2008 : Helloween, Apocalyptica, Nightwish, Lordi, White Lion, WarCry...

### 2009
Les 24 et 25 juillet 2009 : Akercocke, Evile, Pestilence, Biohazard, Meshuggah, Curfew, Obituary, Voivod, Carcass.